# Unibasket Amatori Pescara
O Amatori Pallacanestro Pescara s.s.d.a r.l., conhecido também por seu nome de clube Unibasket Amatori Pescara, é um clube de basquetebol baseado em Pescara, Abruzos, Itália que atualmente disputa a Série B, relativa à terceira divisão italiana. Manda seus jogos na PalaElettra com capacidade de 2.000 espectadores. 

## Histórico de Temporadas
| Temporada | Nível | Liga    | Pos. | J     | PL  | Resultado                  |
| --------- | ----- | ------- | ---- | ----- | --- | -------------------------- |
| 2011-12   | 4     | DN B    | 12º  | 15-17 |     |                            |
| 2012-13   | 4     | DN B    | 5º   | 20-10 | 1-2 | Quartas de finalGr.C       |
| 2013-14   | 4     | DN B    | 4º   | 18-12 | 2-3 | SemifinaisGr.C             |
| 2014-15   | 3     | Serie B | 4º   | 17-9  | 2-4 | SemifinaisGr.D             |
| 2015-16   | 3     | Serie B | 5º   | 22-8  | 7-5 | Finalista Gr.D             |
| 2016-17   | 3     | Serie B | 5º   | 20-10 | 3-3 | SemifinaisGr.4             |
| 2017-18   | 3     | Serie B | 4º   | 19-11 | 1-2 | Quartas de finaisPlayoff 4 |
| 2018-19   | 3     | Serie B | 4º   | 19-9  | 9-2 | Promovido Final Four       |
| 2019-20   | 4     | Serie C | º    |       |     |                            |

fonte:eurobasket.com